# Eurytoma scrophulariae
Eurytoma scrophulariae är en stekelart som beskrevs av Zerova 1981. Eurytoma scrophulariae ingår i släktet Eurytoma och familjen kragglanssteklar. Inga underarter finns listade i Catalogue of Life.